# Salvador Luis Reyes
Salvador Luis Reyes (* 28. September 1968 in Guadalajara, Jalisco) ist ein mexikanischer Fußballtrainer und ehemaliger Spieler, der vorwiegend im Mittelfeld agierte. Seine Vornamen erinnern an seinen Vater Salvador Reyes Monteón und Großvater Luis Reyes Ayala, die ebenfalls Profifußballspieler waren und beide viele Jahre in Diensten des Club Deportivo Guadalajara standen.

## Leben

### Spieler
Sein erstes Spiel in der mexikanischen Primera División bestritt Reyes de la Peña am 3. Dezember 1988 im Trikot seines Heimatvereins Universidad de Guadalajara bei deren 0:1-Auswärtsniederlage gegen die Tigres de la UANL. Sein erstes Erstligator gelang ihm am 11. Februar 1989 im Heimspiel gegen die Cobras Ciudad Juárez, das 1:2 verloren wurde. Seine größten Erfolge mit den Leones Negros waren die Vizemeisterschaft der Saison 1989/90 und der Pokalsieg in der darauffolgenden Saison 1990/91. 
Unmittelbar nach diesem Triumph verließ Reyes den Universitätsverein und spielte in den folgenden vier Jahren für den Puebla FC. Für die Saison 1995/96 kehrte er in seine Heimatstadt zurück und stand beim CD Guadalajara unter Vertrag, bei dem sein Vater in den 1960er Jahren ein wichtiger Bestandteil der besten Chivas-Mannschaft aller Zeiten war. Doch Salvador Reyes Jr. konnte sich hier nicht durchsetzen und brachte es nur zu zwei Erstligaeinsätzen. Daher verließ er den Verein wieder und beendete seine aktive Laufbahn in den Reihen von Atlético Celaya. 

### Trainer
Seinen ersten Triumph als Trainer feierte Salvador Luis Reyes mit dem Aufstieg des von ihm trainierten Zweitligavereins Gallos Blancos Querétaro in die erste Liga. Doch am Ende der Saison 2006/07 folgte der unmittelbare Abstieg; ebenfalls unter der Regie von Reyes, der die Mannschaft trotz des Misserfolges über die gesamte Erstligasaison betreuen durfte. 
In der zweiten Jahreshälfte 2007 war er als Co-Trainer für den Club Necaxa im Einsatz, für den er im Jahr 2008 nach dem Weggang des vorherigen Chefcoaches Hans Westerhof als Cheftrainer verantwortlich war. 
In der zweiten Hälfte des Jahres 2009 coachte er den Club León und 2010 war er als Assistenztrainer unter Rubén Romano bei Santos Laguna tätig. Von Januar 2011 bis 2013 war Reyes de la Peña als Assistenztrainer für die mexikanische Nationalmannschaft im Einsatz.

## Erfolge

### Spieler
- Mexikanischer Vizemeister: 1989/90
- Mexikanischer Pokalsieger: 1990/91

### Trainer
- Mexikanischer Zweitligameister: 2005/06